# Аль-Кадисия (фильм)
«Аль-Кадисия» — историческая драма 1981 года египетского режиссёра Салаха Абу Сейфа.

## Сюжет
Фильм повествует о битве при Кадисии между арабами-мусульманами и армией государства Сасанидов во время арабского завоевания Ирана.

## В ролях
| Актёр            | Роль                |
| ---------------- | ------------------- |
| Суад Хосни       | Ширине              |
| Эззат Аль Алайли | Саад ибн Абу Ваккас |
| Хасан аль-Джунди | Рустам Фаррохзад    |
| Шада Салим       | Салма               |

## Производство
Фильм снят во время Ирано-иракской войны 1980 - 1988 годов. На производство фильма было потрачено 4 миллиона иракских динаров, что в то время было эквивалентно 15 миллионам долларов США. На тот момент это был самый дорогой арабский фильм.

## Номинации
Фильм был представлен на Московском международном кинофестивале 1981 года и номинирован на золотой приз, но не получил награду.

## Критика
Критик арабского кинематографа Тарек Эль Шеннави заявлял, что фильм снят в духе пропаганды во время Ирано-иракской войны под пристальным вниманием Саддама Хусейна. Актер Эззат Аль Алайли впоследствии сожалел, что снимался в фильме, пропагандирующем войну с Ираном.